# Сорокуш венесуельський

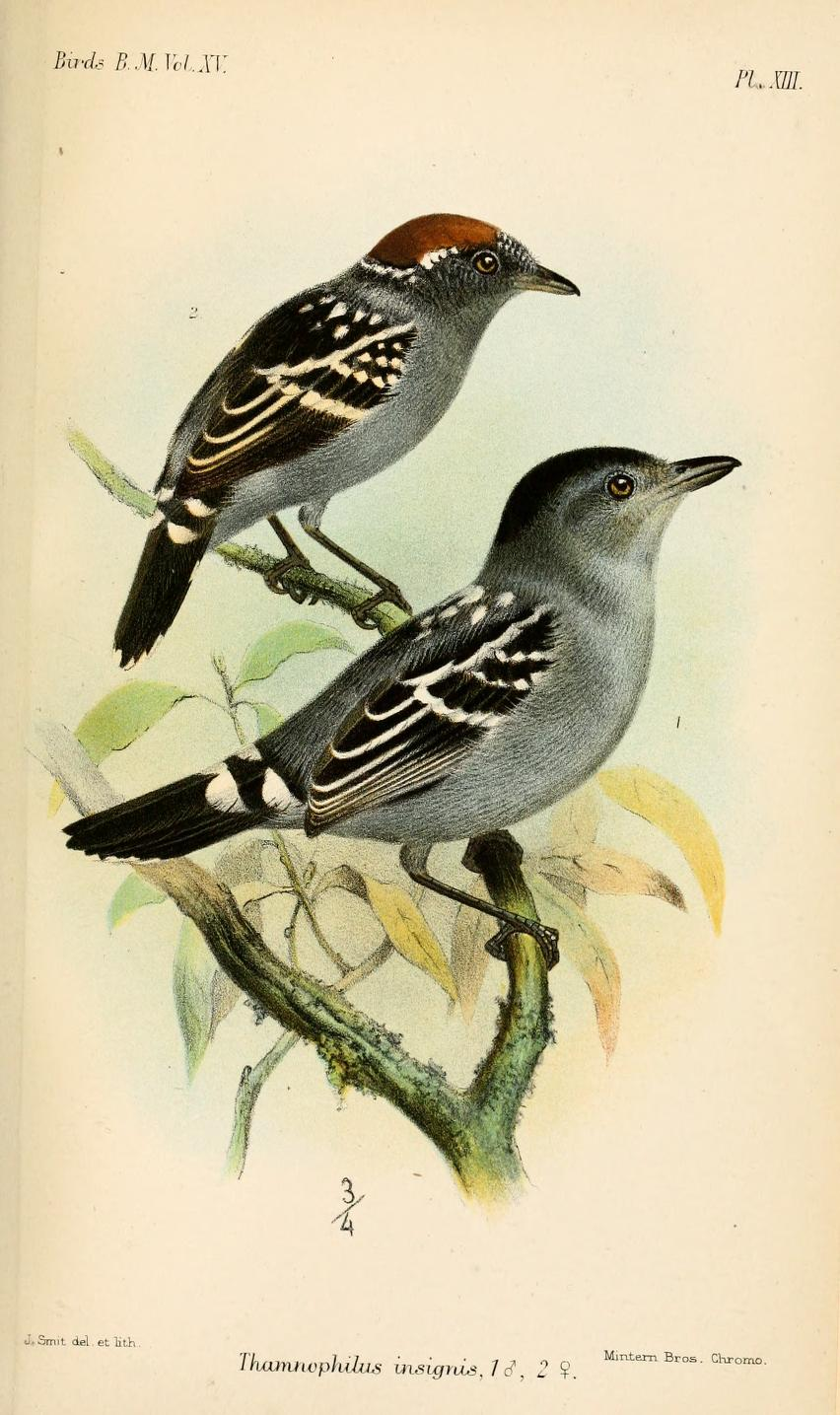
Пара венесуельських сорокушів (самиця зверху, самець знизу)

Сороку́ш венесуельський (Thamnophilus insignis) — вид горобцеподібних птахів родини сорокушових (Thamnophilidae). Мешкає у Венесуелі, Гаяні і Бразилії.

## Опис
Довжина птаха становить 16-17 см, вага 22-30 г. Забарвлення темно-сіре, крила і хвіст чорні, поцятковані білими смугами. гоГолова і нижня частина тіла сірі, дзьоб і лапи сірі. Самець має чорне тім'я, самиця — рудувато-коричневе.

## Підвиди
Виділяють два підвиди:
- T. i. insignis Salvin & Godman, 1884 — південна Венесуела, західна Гаяна, крайній північ Бразилії;
- T. i. nigrofrontalis Phelps & Phelps Jr, 1947 —  масив Куао-Сіпао (крайній південний захід Венесуели).

## Поширення і екологія
Венесуельські сорокуші поширені у Венесуелі та прилеглих частинах Гаяни та Бразилії. Вони живуть у вологих гірських тропічних лісах та чагарникових заростях на висоті від 900 до 2000 м над рівнем моря.